# Pavel Churavý
Pavel Churavý (* 22. dubna 1977 Liberec, Československo) je bývalý český sdruženář.

## Sportovní kariéra
K jeho největším sportovním úspěchům patří 8. místo z velkého můstku na Mistrovství světa 2009. Čtyřikrát reprezentoval Českou republiku na olympijských hrách. Na hrách v Salt Lake City v roce 2002 vybojoval v individuálních závodech 16. a 15. místo, na hrách v Turíně v roce 2006 skončil na 21. a 31. příčce. Jeho nejlepším umístěním je 5. a 12. místo z her ve Vancouveru 2010. V týmových závodech byl devátý v Salt Lake City a osmý v Turíně a ve Vancouveru. V Soči 2014 se v individuálních závodech umístil na 23. a 32. místě, v týmovém závodě byl sedmý.
Jako člen Dukly Liberec má hodnost praporčíka.
Sportovní kariéru ukončil po sezóně 2014/2015.

## Soukromý život
Je ženatý, má 2 syny a stále bydlí v Liberci, kde si postavil dům.